# Poveljstvo Kopenske vojske Združenih držav Amerike v Evropi
Poveljstvo Kopenske vojske Združenih držav Amerike v Evropi (angleško United States Army Europe; kratica USAREUR) je poveljstvo Kopenske vojske ZDA, ki poveljuje enotam kopenske vojske v Evropi; poveljstvo je podrejeno EUCOMu. 
Sedež poveljstva je v Heidelbergu (Nemčija) in ima pod seboj okoli 54.700 vojakov (2001).